# Beatbox Eliot
Beatbox Eliot, als Graffiti-Künstler auch unter den Namen Colorbox Eliot und Eliot the super bekannt (bürgerlich Markus Henning; * 21. August 1972 in München), ist ein deutscher Beatboxer, Musikproduzent, Graffitikünstler und Comiczeichner. Eliot lebt in Berlin.

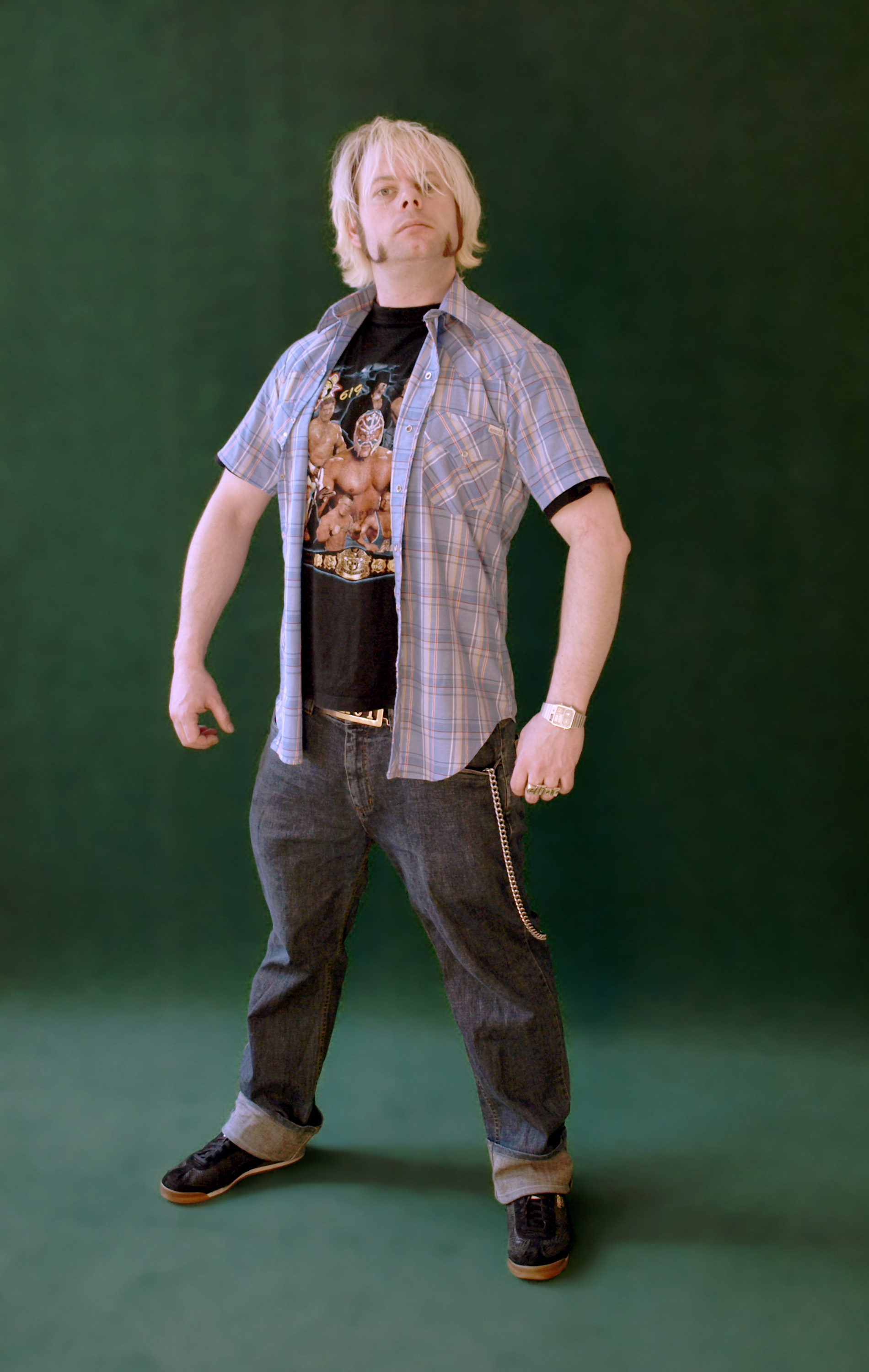
2008 Beatbox ELIOT

## Leben
Beatbox Eliot gilt als Veteran der deutschen Beatbox-Szene, ist mit Victor Stancu Initiator der ersten Major-BeatBox-Compilation The Mystery of Beatbox und mit Kraans de Lutin Urheber des ersten Major-BeatBox-Drumkit für Battery II und III des Audiosoftware-Produzenten Native Instruments. Beatbox Eliot gründete mit dem Münchner Ben Mono (Compost Records) das Elektro-Projekt Element Peak Squad und arbeitete mit zahlreichen Künstlern wie den Guano Apes, Lou Bega, Michael Mittermeier, Brixx und Flowin Immo zusammen. Live hat er neben seiner Solo-Show feste Programme mit Randy Twigg (Elektro), Bina (Beatbox) sowie Zlep (Beatbox) und unterstützte unter anderem Redman und Method Man, sowie die Black Eyed Peas, die Emil Bulls, Bauchklang, Da Locco oder den Kabarettisten Sebastian Krämer. Weiterhin arbeitete er an der Vertonung von Filmen, Büchern und Werbung.
Als Colorbox Eliot ist er auch künstlerisch tätig. Seine Bilder zeigen eine Mischung aus Graffiti, Illustration und Comic. Eliot ist Mitglied bei der bereits 1985 gegründeten Graffiti-Gruppe BK (Böse Knaben), die heute eine der ältesten noch aktiven deutschen Gruppen ist. Weiterhin ist er Mitglied der Graffiti-Gruppe AFM (Art For Money) und Gründungsmitglied und Initiator – zusammen mit Scunk, Pace, Flin, Z-ROK, Start und Sole – von einem der ersten deutschen eingetragenen (allgemeinnützigen) Graffiti-Vereine Viruz.ev 1996 (Aufgelöst 2000).
Gemeinsam mit Scunk publizierte Beatbox Eliot seit 1989 zahlreiche Comic-Kurzgeschichten, darunter auch ein eigenes Album Exzesse im Frauengefängnis, das beim Totenkopf Verlag in München erschien.

## Diskografie
Beatbox Eliot gilt als einer der Begründer und Vorreiter des Multi-Layering oder auch Multi-Tracking-Methode, mit der Beatboxer im Studio wie eine Band aufgenommen werden und mehrere Spuren für unterschiedliche Sounds verwenden.
- Freestylist 1, 1996 (erste deutsche Freestyle Compilation, LP / VIEL vibes)
- Die Lyrika Vorgeschmack, 1998 (EP / VIEL vibes)
- Zlep & Eliot unknown Studio Files, 1999 (erster deutscher Beatbox Tonträger, Tape / JIVE, VIEL vibes)
- Freestylist 2 Worldwide, 1999 (LP / VIEL vibes)
- Die Lyrika Extrabreit, 2000 (#1 @ VIVA Rapcharts, Maxi / VIEL vibes)
- BeatBoxing Vol. 1.0 Handarbeit, 2001 (MAXI / JIVE, VIEL vibes)
- BeatBoxing Vol. 1.0 Livin´ BeatBox, 2001 (MAXI / JIVE, VIEL vibes)
- BeatBoxing Vol. 1.0 The Mystery of BeatBox, 2001 (erste internationale, Beatbox Compilation, LP / JIVE, VIEL vibes)
- M. Mittermeier feat. Guano Apes Kumba Yo, 2001 (Gold-Status, Maxi / BMG)
- M. Mittermeier and Friends, 2001 (Performance @ Echo, Maxi / BMG)
- Ferris MC Sag meinen Namen, 2001 (MAXI / Yo Mama)
- BeatBoxing Tape Vol. 1.0, 2002 (Tape / JIVE, VIEL vibes)
- Rap.de Allstars, 2002 (Rap.de, BMG)
- Roots Rockers Für´n Arsch, 2002 (MAXI / Chet, Sony)
- Emil Bulls This Day, 2003 (Maxi / Motor)
- Emil Bulls Beeing wretched, 2003 (Maxi / Motor)
- Element Peak Squad MidiMessage, 2004 (Maxi / BI)
- Native Instruments Battery 2, 2004 (erstes internationales Beatbox Drum Kit auf einem Mayor Produkt)
- flowinImmO Grenzenlose Freiheit, 2005 (LP / Immonopol)
- The Undead Rotten Beatbox Spits, 2005 (LP, Video-CD / DeadlySpits)

## Veröffentlichungen (Comics)
Als Eliot & Scunk ist er Zeichner von Comic-Kurzgeschichten sowie des Albums Exzesse im Frauengefängnis. Das gemeinsame Zeichnen der Comics und die Darstellung der eigenen Personen als Super- bzw. Antihelden gelten als Besonderheit. Im Alter von 19 Jahren veröffentlichten Scunk & Eliot 1991 erste Geschichten in den Münchner Fanzines Kromix und Comicstrich. Durch die überzeichnete Darstellung von Sex, Drogenkonsum und Gewalt musste eine Geschichte im Comicstrich zensiert werden. Geschichten mit ihren Figuren wurden auch als Puppentheater aufgeführt.
- Kromix 2, 1991 (Totenkopfverlag München Stefan Riedl)
- Comicstrich 1, 1992.
- Comicstrich 2, 1993.
- Kromix 6, 1993 (Totenkopfverlag München)
- Comicstrich 3, 1994.
- Kromix 5, 1994 (Deutsch-Russisches Projekt, Totenkopfverlag München)
- Comicstrich Kostenlos, 1994 (Geschichte & Cover)
- Exzesse im Frauengefängnis, 1994 (Totenkopfverlag München, Album in 2. Auflage)
- Kromix 8, 1995 (Geschichte & Cover, Totenkopfverlag München)
- Comicstrich 4, 1995.
- Ich jagte Jack the Ripper. Jam-Comic, 1994–2004 (Hrsg. Ralf Palandt), Strapazin-Verlag München, ISBN 3-9809364-0-6.

## Filmografie
Als Eliot M. Henning Supervisor, Production Coordinator oder Production Manager mitwirkend bei Animations-Kinofilmen.
- „Die Furchtlosen Vier“, 1997 (The Fearless Four USA)
- „Happily N’Ever After“, 2006
- "Jasper und das Limonaden Komplott", 2008[3]